# Neolysurus arcipulvinus
Neolysurus arcipulvinus är en svampart som beskrevs av O.K. Mill., Ovrebo & Burk 1991. Neolysurus arcipulvinus ingår i släktet Neolysurus och familjen stinksvampar.   Inga underarter finns listade i Catalogue of Life.